# 埃爾塔馬國家公園
埃爾塔馬國家公園是委內瑞拉的國家公園，位於該國西部，由阿普雷州和塔奇拉州負責管轄，面積1,390平方公里，始建於1978年12月12日，最高點海拔高度3,372米。

## 外部連結
- Inparques: Parque Nacional El Tamá （页面存档备份，存于）.
- Inparques: El Tamá （页面存档备份，存于）